# Jean-Pierre Cassel
Jean-Pierre Cassel, rodným jménem Jean-Pierre Crochon (* 27. října 1932 Paříž – 19. dubna 2007 Paříž) byl francouzský divadelní a filmový herec.

## Život a kariéra
Narodil se v Paříži jako syn operní zpěvačky Louise-Marguerite Crochonové a doktora Georgese Crochona. Jeho umělecké nadání bylo objeveno v roce 1957 ve Spojených státech tanečníkem Genem Kellym, když Cassel jednou stepoval na jevišti v nočním klubu, a Kelly jej krátce nato (příští rok) obsadil do svého filmu The Happy Road.
V šedesátých letech 20. století získal větší popularitu díky účinkování několika filmech, například v komedii Pán ze společnosti (1964) nebo své úloze jednoho z francouzských odbojářů ve významném dramatu Armáda stínů (1969) režiséra Jeana-Pierra Melvilla. Kromě toho hrál v divadle, například v klasických hrách Lakomec od Molièra nebo v Shaspearově tragédii Romeo a Julie.
Z významnějších filmů, v nichž hrál v pozdějších desetiletích, lze jmenovat například snímky Roztržka (1970) od Clauda Chabrola, Nenápadný půvab buržoazie (1972) režiséra Luise Buñuela nebo filmy Báječní muži na létajících strojích (1965) Kena Annakina, Tři mušketýři (1973) Richarda Lestera, Vražda v Orient expresu (1974) režiséra Sidneyho Lumeta a La Truite (1982) od Josepha Loseyho.
V roce 1994 hrál ve filmu Prêt-à-Porter režiséra Roberta Altmana a v roce 2006 vytvořil retrospektivní divadelní představení Jean-Pierre Cassel chante et danse Gainsbourg Suite, kde tančil a zpíval písně svého starého přítele Serga Gainsbourga, mezi nimiž bylo i několik nevydaných kousků. Jednou z jeho posledních filmových rolí byla dvojrole ve filmu Skafandr a motýl (2007).
Kromě herectví se věnoval i zpěvu a tanci. Jeho chotí byla Sabine Cassel-Lanfranchi, se kterou měl tři děti, herce Vincenta Cassela, dcelu Olivii (zemřela na SIDS) a rapového zpěváka Mathiase Cassela. Později se oženil s novinářkou Anne Célérier, se kterou má dceru, herečku a zpěvačku Cécile Cassel.
Zemřel v roce 2007 na rakovinu v Paříži a je pohřben ve francouzské obci Thoiry.

## Filmografie (výběr)

### Celovečerní filmy
- 1953 : Čin lásky (Un acte d'amour), režie Anatole Litvak
- 1957 : À pied, à cheval et en voiture (À pied, à cheval et en voiture), režie Maurice Delbez
- 1957 : Smolař (Comme un cheveu sur la soupe), režie Maurice Régamey
- 1958 : Noc a zmatek (Le Désordre et la nuit), režie Gilles Grangier
- 1958 : V případě neštěstí (En cas de malheur), režie Claude Autant-Lara
- 1960 : Hry lásky (Les Jeux de l'amour), režie Philippe de Broca
- 1961 : Candide ou l'Optimisme au XXe siècle (Candide ou l'Optimisme au XXe siècle), režie Norbert Carbonnaux
- 1961 : Máte ráda Brahmse? (Goodbye Again), režie Anatole Litvak
- 1962 : Arsene Lupin kontra Arsene Lupin (Arsène Lupin contre Arsène Lupin), režie Edouard Molinaro
- 1962 : Desátník smolař (Le Caporal épinglé), režie Jean Renoir
- 1962 : Les Sept péchés capitaux (Les Sept péchés capitaux), víc režisérů
- 1964 : Nejkrásnější podvody světa (Les Plus belles escroqueries du monde), víc režisérů
- 1964 : Pán ze společnosti (Un monsieur de compagnie), režie Philippe de Broca
- 1964 : Velká nevěra (Alta infedeltà), víc režisérů
- 1965 : Báječní muži na létajících strojích (Those Magnificent Men In their Flying Machines), režie Ken Annakin
- 1965 : Galantní slavnosti (Les Fętes galantes), režie René Clair
- 1966 : Hoří v Paříži? (Paris brûle-t-il?), režie René Clément
- 1969 : Armáda stínů (L'Armée des ombres), režie Jean-Pierre Melville
- 1969 : Jaká to rozkošná válka! (Oh! What a Lovely War), režie Richard Attenborough
- 1970 : Roztržka (La Rupture), režie Claude Chabrol
- 1972 : Nenápadný půvab buržoazie (Le Charme discret de la bourgeoisie), režie Luis Buñuel
- 1973 : Baxter (Baxter!), režie Lionel Jeffries
- 1973 : Tři mušketýři (The Three Musketeers), režie Richard Lester
- 1974 : Malpertuis (Malpertuis), režie Harry Kümel
- 1974 : Tři mušketýři 2 (The Four Musketeers), režie Richard Lester
- 1974 : Vražda v Orient expresu (Murder on the Orient Express), režie Sidney Lumet
- 1974 : Vrtohlavá ovce (Le Mouton enragé), režie Michel Deville
- 1975 : Šťastná ruka (That Lucky Touch), režie Christopher Miles
- 1976 : Nejcennější co mám (Docteur Françoise Gailland), režie Jean-Louis Bertucelli
- 1978 : Kdo zabíjí nejlepší evropské šéfkuchaře? (Who Is Killing the Great Chefs of Europe?), režie Ted Kotcheff
- 1978 : Les Rendez-vous d'Anna (Les Rendez-vous d'Anna), režie Chantal Akerman
- 1979 : Z pekla k vítězství (Contro 4 bandiere), režie Umberto Lenzi
- 1981 : Život jde dál (la Vie continue), režie Moshé Mizrahi
- 1982 : La Truite (La Truite), režie Joseph Losey
- 1985 : Tranches de vie (Tranches de vie), režie François Leterrier
- 1987 : Musím si dojet pro kocoura (Vado a riprendermi il gatto), režie Giuliano Biagetti
- 1988 : Mladý Toscanini (Il Giovane Toscanini), režie Franco Zeffirelli
- 1988 : Šuani (Chouans!), režie Philippe de Broca
- 1989 : Návrat tří mušketýrů (The Return of the Musketeers), režie Richard Lester
- 1990 : Mister Frost (Mister Frost), režie Philippe Setbon
- 1990 : Vincent & Theo (Vincent & Theo), režie Robert Altman
- 1991 : Láska s rybou (The Favour, the Watch and the Very Big Fish), režie Ben Lewin
- 1993 : Kafe s mlíkem (Métisse), režie Mathieu Kassovitz
- 1993 : Silný čaj s citronem (Chá Forte com Limão), režie António de Macedo
- 1994 : L'Enfer (L'Enfer), režie Claude Chabrol
- 1994 : Modrá přilba (Casque bleu), režie Gérard Jugnot
- 1994 : Prêt-à-Porter (Prêt-à-Porter), režie Robert Altman
- 1995 : Slavnost (La Cérémonie), režie Claude Chabrol
- 2000 : Markýz de Sade (Sade), režie Benoît Jacquot
- 2000 : Purpurové řeky (Les Rivières pourpres), režie Mathieu Kassovitz
- 2003 : Na plný plyn (Michel Vaillant), režie Louis-Pascal Couvelaire
- 2004 : Narko (Narco), režie Tristan Aurouet a Gilles Lellouche
- 2005 : Virgil (Virgil), režie Mabrouk El Mechri
- 2005 : V tvých snech (Dans tes rêves), režie Denis Thybaud
- 2006 : Congorama (Congorama), režie Philippe Falardeau
- 2006 : Fair Play (Fair Play), režie Lionel Bailliu
- 2006 : Nesprávná víra (Mauvaise foi), režie Roschdy Zem
- 2007 : Falešná identita (Contre-enquête), režie Franck Mancuso
- 2007 : Okouzleni tancem (J'aurais voulu être un danseur), režie Alain Berliner
- 2007 : Skafandr a motýl (Le Scaphandre et le papillon), režie Julian Schnabel
- 2008 : Asterix a Olympijské hry (Astérix aux jeux olympiques), režie Frédéric Forestier

### Televize
- 1956 : La Famille Anodin (La Famille Anodin), televizní seriál, režie Claude Autant-Lara
- 1986 : Jednou zaklepeš u mých dveří (Se un giorno busserai alla mia porta), televizní seriál, režie Luigi Perelli
- 1987 : Casanova (Casanova), televizní film, režie Simon Langton
- 1988 : Tajemství Sahary (Il Segreto del Sahara), televizní seriál, režie Alberto Negrin
- 1989 : Disperatamente Giulia (Disperatamente Giulia), televizní seriál, režie Enrico Maria Salerno
- 1990 : Fantóm opery (The Phantom of the Opera), televizní film, režie Tony Richardson
- 1990 : Osudný záběr (The Fatal Image), televizní film, režie Thomas J. Wright
- 1991 : Jsem pokojská (The Maid), televizní film, režie Ian Toynton
- 1991 : Planoucí pobřeží (Mountain of Diamonds), televizní film, režie Jeannot Szwarc
- 1991 : Princezna Fantaghiró (Fantaghirò), televizní film, režie Lamberto Bava
- 1992 : Mladý Indiana Jones (The Young Indiana Jones Chronicles), televizní seriál, víc režisérů
- 1999 : Mladý Indiana Jones: Dobrodružství v tajné službě (The Adventures of Young Indiana Jones: Adventures in the Secret Service), video film, režie Simon Wincer a Vic Armstrong
- 2001 : Láska a moře (Méditerranée), televizní seriál, režie Cyril Morin
- 2001 : Piknik u Osirida (Un pique-nique chez Osiris), televizní film, režie Benoît Charrie a Khaled Haffad
- 2001 : Rastignac aneb ctižádostivost (Rastignac ou les ambitieux), televizní seriál, režie Alain Tasma
- 2007 : Skutečný viník (Le Vrai coupable), televizní film, režie Francis Huster

## Ocenění
Ocenění
- 1994: cena National Board of Review pro nejlepšího herce (společně) za film Pret-A-Porter

Nominace
- 1996: César pro nejlepšího herce za film Slavnost